# Paulo Nogueira
Paulo Nogueira (São Paulo, 1956 - São Paulo, 29 de junho de 2017) foi um jornalista brasileiro, idealizador do portal de notícias Diário do Centro do Mundo.

## Família
É irmão de Kiko Nogueira, também jornalista, sendo que ambos ingressaram no jornalismo por influência do pai, Emir Nogueira, que fora editor de Opinião da Folha de S.Paulo. Emir Nogueira também é o nome de seu filho primogênito, que trabalhava com o pai cuidando da área comercial do site Diário do Centro do Mundo. Além de Emir, Paulo tem outros três filhos chamados Pedro, Camila e Fernando.

## Carreira jornalística
Formou-se em jornalismo pela Faculdade Cásper Líbero, de São Paulo.
Começou como repórter de economia da Revista Veja no início dos anos 1980. A partir de 1985 tornou-se editor assistente daquela publicação, mais tarde foi editor da Veja São Paulo, diretor de redação da Revista Exame e diretor superintendente de uma unidade de negócios da Editora Abril. Paulo sobreviveu a um câncer renal por volta de 1999. Ao retornar ao trabalho liderou uma reforma editorial e gráfica de títulos como Playboy, Quatro Rodas, Placar e Superinteressante. Foi diretor editorial da Editora Globo. Foi destituído do cargo na Globo em 2008, após divergências internas, e assumiu como correspondente da Revista Época em Londres, entre 2009 e 2010. Nesse momento, criou o Diário do Centro do Mundo, como um blog. Paulo atuaria ainda como correspondente da Editora Abril em Londres, de 2010 a 2012. A partir daí, Paulo assumiu o DCM como uma startup e o blog, do qual ele era colunista, virou um site independente, tocado como negócio próprio. O jornalista era conhecido por seu posicionamento ideológico mais alinhado à esquerda política, e seu criticismo em relação aos grandes veículos de comunicação da mídia corporativa brasileira.

## Controvérsias
Em junho de 2016, o então presidente interino do Brasil, Michel Temer, utilizou sua prerrogativa como chefe de estado para cancelar gastos com publicidade que totalizaram um montante de 11,2 milhões de reais, dentro de um orçamento de 1,86 bilhões de reais que o governo gasta por ano em publicidade federal. . Os critérios foram modificados não sendo mais levando em consideração o critério técnico de cada mídia, beneficiando as grandes empresas  e as  "famílias que controlam metade dos 50 veículos de comunicação com maior audiência no Brasil, segundo pesquisa Monitoramento da Propriedade da Mídia (Media Ownership Monitor ou MOM), financiada pelo governo da Alemanha e realizada em conjunto pela ONG brasileira Intervozes e a Repórteres Sem Fronteiras (RSF), baseada na França" . Os diversos sites que denunciavam o processo do impeachment da presidenta Dilma Rousseff, entre os quais encontra-se o site de notícias Diário do Centro do Mundo criado por Paulo Nogueira foram excluídos da verba pública, em uma tentativa de acabar com as mídias independentes. A alegação emitida em comunicado do Palácio do Planalto, afirma que o governo federal sob Dilma estaria "anunciando somente em blogs que refletiam apenas parte da opinião pública, não representando a multiplicidade das opiniões" justificando a mudança do critério técnico. Diante desta medida, empresas estatais como a Petrobrás afirmaram através de seus representantes que deixariam de anunciar nestes sites a partir de julho de 2016, e passariam a concentrar a verba publicitária  nas  imprensa hegemônica " como UOL, G1, R7, além de redes sociais e sites segmentados".

## Morte
Paulo Nogueira morreu em 29 de junho de 2017, aos 61 anos, de um câncer diagnosticado havia dez meses.[carece de fontes?]